# Rune Velta
Rune Velta (né le 19 juillet 1989 à Bærum) est un sauteur à ski norvégien. Il a remporté un titre mondial individuel en 2015.

## Carrière
Ayant fait ses débuts en Coupe du monde en 2010, il crée la sensation lors des Championnats du monde de vol à ski 2012 à domicile à Vikersund en prenant la médaille d'argent individuelle derrière Robert Kranjec. Le lendemain, il ne peut empêcher la quatrième place de la Norvège lors de l'épreuve par équipe, mais réalise le plus long saut du concours à 243 m. Il confirme cette performance en 2013 : il monte pour la première fois sur un podium de coupe du monde à Wisła (Pologne) à la 3e place le 9 janvier puis deux mois plus tard il est 2e de la manche de Planica (Slovénie) disputée sur un tremplin HS225. Réserviste pour les Championnats du monde 2013, il se qualifie pour les Jeux olympiques d'hiver de 2014, terminant 22e et 24e respectivement au petit et au grand tremplin.
En 2015, il remporte le titre de champion du monde sur le petit tremplin alors qu'il n'a pas gagné d'épreuve de Coupe du monde jusque-là. Il remporte aussi le titre mondial par équipes, la médaille d'argent au concours par équipes mixtes et celle de bronze au grand tremplin. Il obtient son meilleur classement général en Coupe du monde à l'issue de la saison avec une huitième place.
Il met fin à sa carrière sportive en 2016, pour cause de manque de motivation .

## Palmarès

### Jeux olympiques
| Épreuve / Édition | Sotchi 2014 |
| Petit tremplin    | 22e         |
| Grand tremplin    | 24e         |
| Par équipes       | 6e          |

### Championnats du monde
| Épreuve / Édition | Épreuve / Édition | Falun 2015                       |
| Petit tremplin    | Petit tremplin    | Or                               |
| Grand tremplin    | Grand tremplin    | Bronze                           |
| Par équipes       | PT                | Épreuve inexistante à cette date |
| Par équipes       | GT                | Or                               |
| Par équipes       | mixtes            | Argent                           |

Légende : PT = petit tremplin, GT = grand tremplin.

### Championnats du monde de vol à ski
| Épreuve / Édition | Vikersund 2012 | Harrachov 2014 |
| Individuel        | Argent         | 26e            |
| Par équipes       | 4e             |                |

### Coupe du monde
- Meilleur classement général : 8e en 2015.
- 3 podiums individuels : 2 deuxièmes places et 1 troisième place.
- 10 podiums par équipes dont une victoire.

Palmarès au 1er février 2015

#### Différents classements en Coupe du monde
| Année     | Classement général final |
| 2010-2011 | 36e                      |
| 2011-2012 | 17e                      |
| 2012-2013 | 23e                      |
| 2013-2014 | 30e                      |
| 2014-2015 | 8e                       |